# Åke Nilsson
Karl Åke Nilsson (ur. 29 kwietnia 1945 w Bollnäs) – szwedzki lekkoatleta, który specjalizował się w rzucie oszczepem.
Szósty zawodnik igrzysk olimpijskich w Meksyku z wynikiem 83,48. Brązowy medalista europejskich igrzysk juniorów (1964). W 1968 czterokrotnie ustanawiał rekordy Szwecji. Rekord życiowy: 87,76 (11 września 1968, Rzym).